# Grand Belial’s Key
A Grand Belial’s Key amerikai black metal együttes.

## Története
1992-ben alapította a virginiai Oaktonban Lord Vlad Luciferian énekes és Gelal Necrosodomy gitáros. Az együttest gyakran megvádolták azzal, hogy rasszista/szélsőjobboldali nézeteket képvisel. Emellett szól az a tény is, hogy az egyik split lemezük a német Absurd nevű black metal együttessel készült, amelynek rasszista és náci/fajgyűlölő dalszövegei vannak.  Gelal Necrosodomy tagadta ezeket a vádakat. Első kiadványuk egy demó volt 1992-ben, majd 1994-ben még egy demót piacra dobtak. Első nagylemezük 1997-ben jelent meg. Négy albumot és több egyéb lemezt dobtak piacra. Szövegeik témája az antiszemitizmus, a keresztényellenesség és az istenkáromlás.
Az együttes tagjai egy interjúban kifejezték nemtetszésüket Soros György iránt is.
A zenekar nem léphetett fel Dublinban, szövegeik és ideológiájuk miatt, ugyanezen okoknál fogva Németországban sem koncertezhettek.

## Tagok
Jelenlegi felállás
- Demonic - basszusgitár (1994-1996, 2001-), billentyűk (1994-)
- Gelal Necrosodomy - basszusgitár (1992-), gitár (1992-1993, 1994-2006, 2009-), billentyűk (1992, 1994)
- Ulfhedinn - dob (2009-)
- Unhold - ének (2016-)

Korábbi tagok
- Grimnir Wotansvolk (Richard Mills) - ének (2002-2006)
- Lord Vlad Luciferian - ének (1992-1994)
- Tom Phillips - billentyűk (1992-1994)
- The Marauder - basszusgitár (1995-1996)
- The Gulag - dob (2005-2008)
- Der Sturmer - basszusgitár (1996-1999)
- Black Lourde of Crucifixion (Cazz Grant) - dob, ének (1995-2003)
- Lilith - billentyűk (1995-2005)

## Diszkográfia
Stúdióalbumok
- Mocking the Philanthropist (1997)
- Judeobeast Assassination (2001)
- Castrate the Redeemer (válogatáslemez, 2001)
- Kosherat (2005)
- Goat of a Thousand Young / Triumph of the Hordes (válogatáslemez, 2017)

Demók
- Goat of a Thousand Young (1992)
- Triumph of the Hordes (1994)

EP-k
- A Witness to the Regicide (1996)
- The Tricifixion of Swine (2000)
- On a Mule Rides the Swindler (2005)

Split lemezek
- Satan is Metal's Master / Sperm of the Antichrist (a Nunslaughter-rel, 2001)
- Hobo of Aramaic Tongues / Le Royaume Maudit (a Chemin de Haine-nel, 2003)
- Weltenfeind (az Absurddal és a Sigrblottal, 2008)